# Eko
För andra betydelser, se Eko (olika betydelser).
Eko är ett ljudfenomen som uppstår om ett ljud reflekteras och reflektionen hörs med så stor fördröjning att den uppfattas som ett separat ljud av lyssnaren. Normalt krävs en fördröjning på minst en tiondels sekund för att örat ska uppfatta fenomenet som ett eko, vilket innebär en reflekterande yta på minst 17–18 meters avstånd. (Ljudets hastighet i luft varierar med tryck och temperatur, men är ca. 340 m/s vid 15 °C och normalt tryck vid havets yta). Snabbare ekon än så kan också uppfattas om ljudet studsar upprepade gånger mellan två ytor på kortare avstånd, så kallat fladdereko, ett fenomen som oftast uppfattas som obehagligt. Ett eko blir starkare om den reflekterande ytan är konkav. Fladdermöss använder sig av effekten när de jagar.
Eko uppstår när ljud reflekteras mot en plan yta. I ett normalstort rum uppstår inget eko eftersom ljudet reflekteras och sprids i olika riktningar samt försvagas flera gånger mot ljudabsorberande ytor som möbler och vägg- och takmaterial. I sådana fall talar man istället om rummets efterklang, och inget distinkt eko kan uppfattas. 
Ekon kan uppstå naturligt, exempelvis vid en bergvägg eller framför en stor byggnad som fångar upp och återkastar ljudet. Det kan också skapas på konstgjord väg, exempelvis genom elektronisk fördröjning och upprepning, en effekt som ibland används som ingrediens och stilelement inom rock- och popmusik.
Ekon kan användas för avståndsmätning, något som exempelvis används i ekolod, då ekolodet sänder ett ultraljud genom vattnet som träffar bottnen, reflekteras mot den och studsar upp till ytan igen. En liknande användning är radar, där radiovågor används istället för ljudvågor.